# Hèléne Ander-Rådberg

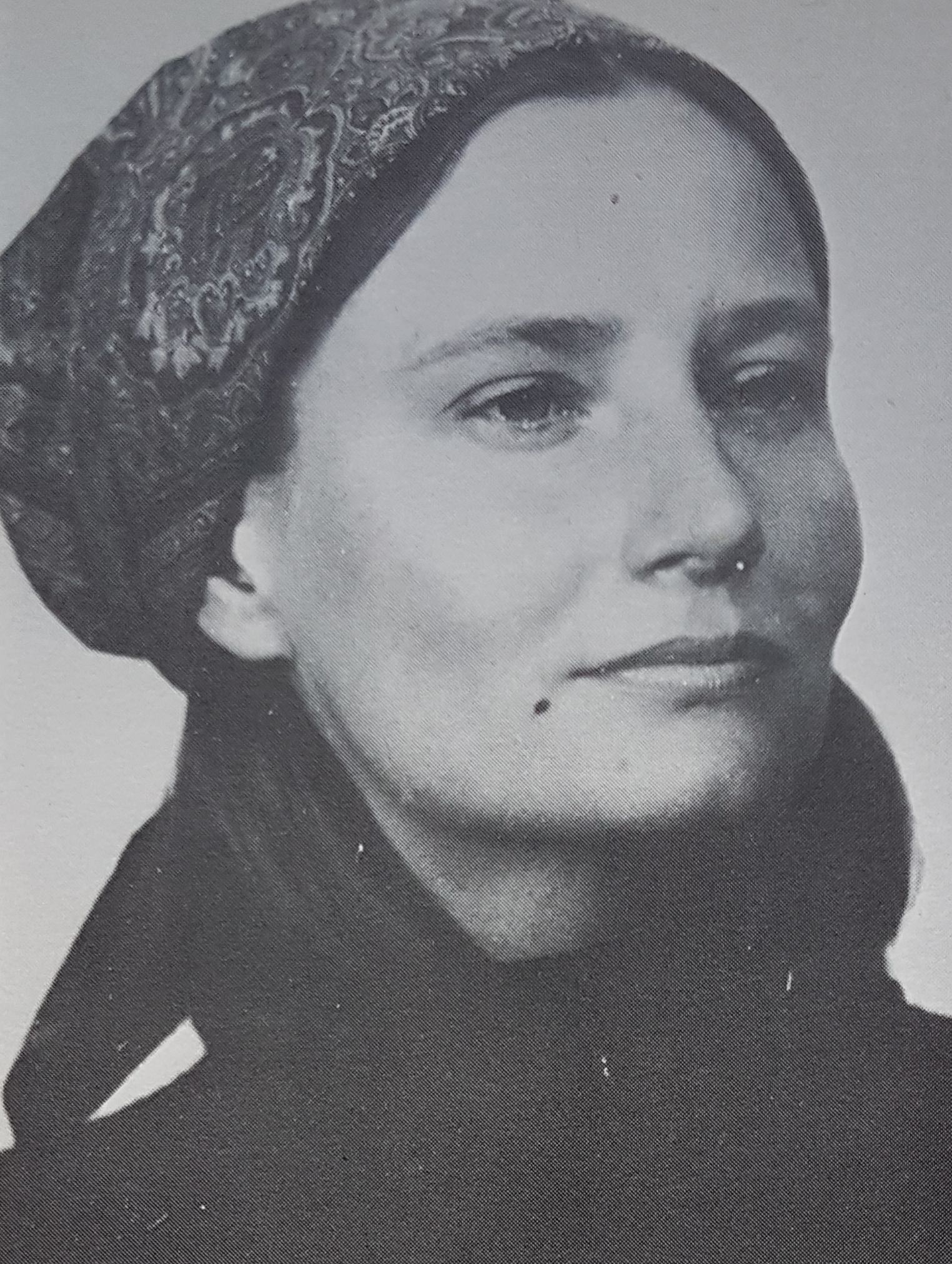
Hèléne Ander-Rådberg

Hèléne Ander-Rådberg, född 1943 i Karlstad, är en svensk konstnär 
Ander-Rådberg studerade vid Konstfackskolan i Stockholm 1962-1967 samt för Harry Moberg och i Goult i Frankrike 1965. Hon har medverkat i samlingsutställningar med Värmlands konstförenings Höstsalong på Värmlands museum sedan 1967, Värmlands nation i Uppsala 1967 och 1991 samt vandringsutställningar i Värmland sedan 1967. Separat har hon bland annat ställt ut på Galleri Nutida konst i Uppsala 1966 och på Galleri Gripen i Karlstad 1968 och 1988.
Ander-Rådberg är representerad vid Värmlands läns landsting.